# Llista d'episodis d'Evangelion
|  | Aquest article tracta sobre els episodis de l'anime. Vegeu-ne altres significats a «Llista de capítols de Neon Genesis Evangelion». |

Neon Genesis Evangelion és una sèrie de televisió que es va estrenar a TV Tokyo el 4 d'octubre de 1995 i que va acabar el 27 de març de 1996. Va ser escrita i dirigida per Hideaki Anno i produïda per Gainax i Project Eva, que inclouen TV Tokyo i Nihon Ad Systems (NAS).
Evangelion és una sèrie d'acció apocalíptica, centrada en els esforços de l'organització NERV per acabar contra uns monstres anomenats àngels, utilitzant robots gegants anomenats Evangelion. Aquests robots són pilotats per adolescents escollits, entre els quals es troba el protagonista.
La sèrie ha estat succeïda per diverses pel·lícules que en permeten una millor comprensió.
La sèrie es va emetre primerament l'any 1998, cada dimecres al vespre, al canal 33. En aquesta emissió, però no es varen emetre els darrers dos episodis, que sí que es varen retransmetre l'estiu de 2003, cada matinada de dilluns, també al canal 33. Al mateix temps, s'emetia a la tarda a TVCi. Posteriorment, es varen emetre tots els episodis al K3 i al Canal 3XL.

## Llista d'episodis
| # | Títol en català                                                                                           | Data d'estrena al Japó | Data d'estrena a Catalunya |
| --- | --- | ---------------------- | -------------------------- |
| 1 | La invasió de l'apòstol Shito, shūrai (使徒、襲来)                                                        | 4 d'octubre de 1995    | 21 d'octubre de 1998       |
| Quan feia quinze anys que no se'n sabia res, els misteriosos àngels, els éssers que a principis de mil·lenni van amenaçar d'exterminar la humanitat, han tornat a sembrar el pànic a la Terra. Ni tan sols les forces de l'ONU poden evitar que ataquin Tòquio 3. Enmig de la situació d'alarma, en Shinji Ikari, de 14 anys, està a punt de retrobar-se amb el seu pare després d'una llarga separació. L'únic que en sap és que treballa en un organisme del govern japonès que es diu NERV. La capitana Misato Katsuragi l'acompanyarà al quarter general de la institució, que és subterrani, però el que en Shinji ignora és que està destinat a convertir-se en l'última esperança de la humanitat com a pilot dels evangelions, el projecte ultrasecret de NERV i única arma amb possibilitats de derrotar els àngels. En el seu primer combat ja s'haurà d'enfrontar, tot sol i sense cap preparació prèvia, a un d'aquests enemics gairebé invencibles. | |                        |                            |
| 2 | Un sostre desconegut Mishiranu, tenjō (見知らぬ、天井)                                                    | 11 d'octubre de 1995   | 28 d'octubre de 1998       |
| El primer intent d'en Shinji de pilotar un evangelion no acaba del tot bé: l'àngel causa greus danys a la màquina i el seu pilot es desperta a l'hospital amb uns records de la batalla bastant borrosos. La ciutat mentrestant es recupera de la destrucció que han provocat tant l'Evangelion com l'àngel. Una Misato molt contenta, en canvi, decideix no deixar en Shinji tot sol i acollir-lo a casa seva. És la primera vegada que en Shinji té motius per estar content des que el seu pare es va tornar a posar en contacte amb ell. Però, de sobte, l'envaeix el record del combat amb l'àngel i de la terrible capacitat de destrucció de l'Evangelion que pilota. | |                        |                            |
| 3 | Telèfon sense sonar Naranai, denwa (鳴らない、電話)                                                       | 18 d'octubre de 1995   | 4 de novembre de 1998      |
| En Shinji, malgrat els dubtes, continua entrenant-se i aprenent a pilotar els evangelions. També han començat les classes a la seva nova escola, però, de moment, no hi ha fet amics. És clar que tot canvia quan els altres alumnes descobreixen que pilota un evangelion. De sobte, li surten molts admiradors, encara que també un parell d'enemics. Després d'un encontre desagradable amb un company d'estudis, en Shinji es veu obligat a tornar a combatre, i aquest cop contra un àngel més perillós que l'anterior. Haurà d'oblidar els remordiments i el dolor per derrotar aquest nou enemic i protegir la gent que l'odia. | |                        |                            |
| 4 | Pluja després de la fugida Ame, nigedashita ato (雨、逃げ出した後)                                        | 25 d'octubre de 1995   | 11 de novembre de 1998     |
| En Shinji té por tant dels que l'envolten com d'ell mateix, i decideix fugir de la Misato, de NERV i de tot el que fa. Un cop sol com abans, pensa en les raons que pot tenir per pilotar els evangelions i per tornar o no a NERV. Mentrestant, els agents de l'organisme el cerquen per tot arreu i, quan finalment el troben, no li expressen cap mena d'alegria, sinó només indignació. En Shinji està a punt de veure com s'acaba la seva curta però turbulenta col·laboració amb NERV, però potser trobarà la força que li cal en dues noves amistats. | |                        |                            |
| 5 | Lei, més enllà del cor Rei, kokoro no mukō ni (レイ、心のむこうに)                                        | 1 de novembre de 1995  | 9 de desembre de 1998      |
| En Shinji descobreix noves informacions sobre la Rei que el sorprendran. La primera, és clar, és la vinculació de la noia amb el seu pare. Apareix el cinquè àngel, Ramiel, que derrotarà en Shinji i començarà una incursió per la base subterrània del NERV que portarà conseqüències insospitades. | |                        |                            |
| 6 | La batalla decisiva, la nova ciutat de Tòquio-3 Kessen, daisan shin Tōkyō-shi (決戦、第3新東京市)         | 8 de novembre de 1995  | 23 de desembre de 1998     |
| La Misato elabora una estratègia per derrotar en Ramiel, malgrat que sap que té poques possibilitats i, sobretot, poc temps. Com ja es podia esperar, en Shinji serà l'encarregat de provar aquesta estratègia i agafarà el prototip de fusell de positrons per disparar-li. | |                        |                            |
| 7 | La creació humana Hito no tsukurishimono (人の造りしもの)                                                 | 15 de novembre de 1995 | 30 de desembre de 1998     |
| A la Ritsuko i a la Misato les conviden a una demostració d'un prototip de combat amb generador propi. Després d'alertar contra aquesta màquina i quedar en ridícul davant de tothom, la Ritsuko sabotejarà la computadora per fer que aquest nou experiment falli. | |                        |                            |
| 8 | Aska, visita al Japó Asuka, rainichi (アスカ、来日)                                                       | 22 de novembre de 1995 | 6 de gener de 1999         |
| La Misato convida en Shinji i els seus dos amics a una suposada passejada que es converteix en un viatge fins a una flota de vaixells de guerra. Allà coneixeran l'Asuka i en Kaji, dos pilots que, a més, sembla que tenen un passat comú amb la Misato. | |                        |                            |
| 9 | La unió de dos cors Shunkan, kokoro, kasanete (瞬間、心、重ねて)                                          | 29 de novembre de 1995 | 20 de gener de 1999        |
| L'Asuka comença a anar a la mateixa escola que en Shinji i tot just arribar es transforma en un dels nous més populars de l'institut. I el setè àngel acosta l'ofensiva dels EVA, que serà un fracàs. L'Asuka demostrarà llavors què és capaç de fer i l'enviaran a viure amb la Misato i en Shinji. | |                        |                            |
| 10 | Submarinista magmàtica Magumadaibā (マグマダイバー)                                                       | 6 de desembre de 1995  | 27 de gener de 1999        |
| L'escola organitza una excursió extraescolar a les platges d'Okinawa, però a en Shinji, l'Asuka i la Rei no els és permès anar-hi per si arriba un nou àngel. Dit i fet, es descobreix un embrió d'àngel al naixement d'un volcà i l'Asuka s'encarregarà de la missió. Al final tot seran complicacions. | |                        |                            |
| 11 | Dins la foscor quieta Seishishita yami no naka de (静止した闇の中で)                                      | 13 de desembre de 1995 | 3 de febrer de 1999        |
| Una apagada general deixa Tokio 3 en estat d'alerta; a més, els generadors independents del NERV tampoc funcionen. Sembla que hi ha una mà negra darrere d'aquest fet. Just perquè arribi el novè àngel... | |                        |                            |
| 12 | El mèrit d'un miracle Kiseki no kachi wa (奇跡の価値は)                                                   | 20 de desembre de 1995 | 10 de febrer de 1999       |
| En un flashback del passat veiem quan la Misato tenia 15 anys i va ser salvada d'una mort segura. La cicatriu que li va quedar d'aquella experiència farà que no pugui oblidar mai el que va passar. Sobretot el dia que, per fi, li arriba l'ascens al NERV. Malgrat la festa de celebració, hi haurà un esdeveniment que ho canviarà tot. | |                        |                            |
| 13 | Àngel envaeix Shitō, shinnyū (使徒、侵入)                                                                 | 27 de desembre de 1995 | 24 de febrer de 1999       |
| La Ritsuko ensenya una nova tècnica de digitació a la seva assistent, la Maya Ibuki. Li explica com funciona el Magi, el sistema dissenyat per la doctora Akagi, mare de la Ritsuko. La creadora li va explicar que cada part representa una fase de la seva personalitat: la científica, la mare i la dona. | |                        |                            |
| 14 | Seele, la trona de l'esperit Zēre, tamashii no za (ゼーレ、魂の座)                                        | 3 de gener de 1996     | 3 de març de 1999          |
| SEELE, l'organisme supervisor del NERV, fa un resum dels combats contra els 10 primers àngels i s'explica com van ser derrotats, malgrat que l'ONU encara investiga si n'hi ha hagut 10 o 11. D'altra banda, al NERV se segueix amb els experiments sobre l'intercanvi d'unitats. | |                        |                            |
| 15 | Mentida i silènci Uso to chinmoku (嘘と沈黙)                                                              | 10 de gener de 1996    | 10 de març de 1999         |
| Amb motiu d'una nova boda d'un antic company d'estudis, la Misato, la Ritsuko i en Kaji tornen a reflexionar sobre el seu futur personal. En Shinji i en Gendo es comuniquen mútuament més que de costum. Una visita a la tomba de la mare d'en Shinji ha renovat el vincle entre el pare i el fill. La Misato, mentrestant, revela l'autèntica raó per què en Kaji li agrada. | |                        |                            |
| 16 | Malaltia per morir i... Shi ni itaru yamai, soshite (死に至る病、そして)                                  | 17 de gener de 1996    | 17 de març de 1999         |
| En Shinji comença a creure's que és un bon pilot d'evangelions. El seu índex de sincronització i la seva autoestima augmenten amb cada elogi que li fan. Però, per desgràcia, l'excés de confiança el fa caure en un nou parany dels àngels. Es troba atrapat dins l'evangelion, sense poder-ne sortir i amb els recursos interns esgotant-se a poc a poc. La seva mort sembla imminent, però la resta del NERV fa tot el que pot per arrencar-lo de les urpes de l'àngel. | |                        |                            |
| 17 | El quart infant qualificat Yoninme no tekikakusha (四人目の適格者)                                        | 24 de gener de 1996    | 7 d'abril de 1999          |
| El NERV i l'Informe Marduk, finalment, han establert qui ha de ser el pilot de l'Evangelion 03, i la decisió és totalment inesperada. La identitat del quart infant, efectivament, deixa tota l'organització astorada. En Shinji és l'únic que encara no en sap res i continua concentrat en les seves activitats habituals. Descobreix, entre altres coses, l'estrany però relaxant passatemps d'en Kaji. Esclar que, amb la recent destrucció del Quarter General del NERV 2, la tranquil·litat no pot durar gaire. | |                        |                            |
| 18 | L'elecció de la vida Inochi no sentaku o (命の選択を)                                                     | 31 de gener de 1996    | 14 d'abril de 1999         |
| Finalment, el NERV rep l'Evangelion 03 i comencen els vols de prova amb el nou pilot. Però el destí torna a reservar sorpreses desagradables a l'organització: un àngel s'apodera de la nova unitat i sembra el caos. L'Asuka i la Rei no poden fer res per aturar l'evangelion descontrolat. Només en Shinji el podrà neutralitzar abans que destrossi el Quarter General del NERV 3. Haurà de lluitar contra un oponent que ni tan sols coneix, però sent que un inquietant lligam l'uneix al pilot. Però en Gendo Ikari no pensa igual i és capaç de qualsevol cosa per tal de protegir els interessos del NERV i de SEELE. | |                        |                            |
| 19 | El desafiament dels homes Otoko no tatakai (男の戰い)                                                     | 7 de febrer de 1996    | 21 d'abril de 1999         |
| En Shinji, desesperat de ràbia en veure el cos destrossat del quart infant, amenaça d'arrasar tot Tòquio 3 amb el sistema d'autodestrucció del seu evangelion, però no ho aconsegueix i, indignat per les accions del seu pare, decideix abandonar immediatament NERV i el pilotatge. Però la seva "jubilació" serà breu, perquè un altre apòstol sembla estar a punt de posar en perill no tan sols el NERV sinó tota la ciutat i fins i tot els refugis de víctimes civils. En Shinji ha d'escollir entre l'orgull i la consciència, però no té ni idea que la decisió que prengui el portarà per un camí sense tornada. | |                        |                            |
| 20 | El cos i l'ànima Kokoro no katachi, hito no katachi (心のかたち 人のかたち)                               | 14 de febrer de 1996   | 28 d'abril de 1999         |
| L'Evangelion 01 ha tornat a exhibir les seves enigmàtiques però increïbles prestacions. Però en Shinji ha desaparegut sense deixar rastre i els seus col·legues del NERV el necessiten urgentment. Amb el futur del tercer infant en perill, les relacions entre la Misato i la Ritsuko no són gens bones. En Shinji, mentrestant, fa introspecció: busca el fons de la seva ànima i analitza les seves raons per existir i per pilotar els evangelions i la seva falta de confiança en el món. | |                        |                            |
| 21 | NERV, el naixement Nerufu, tanjō (ネルフ、誕生)                                                           | 21 de febrer de 1996   | 5 de maig de 1999          |
| En Kaji, desesperat per descobrir la veritat, decideix córrer un risc que li pot costar molt car. El resultat és que es descobreix el passat d'en Gendo, de la Yui, la seva difunta dona, i d'en Fuyutsuki. A finals del segle passat, s'havia format un discret triangle amorós, però el Segon Impacte i els esdeveniments que el van seguir ho van canviar tot per sempre. En Kaji fins i tot aconsegueix desvelar part del passat ocult de la primera filla, la Rei Ayanami, però la Misato no li perdonarà el seu perillós joc. | |                        |                            |
| 22 | A la fi, un bri d'humanitat Semete, ningen rashiku (せめて、人間らしく)                                   | 28 de febrer de 1996   | 12 de maig de 1999         |
| La inestabilitat de l'Evangelion 01 cada vegada és més evident, i el fet que l'Asuka ja no tingui tanta confiança en si mateixa com abans, també. En Shinji la supera repetidament, no té ningú a qui pugui confiar els seus temors i els records que sempre ha intentat ofegar comencen a perseguir-la en forma de somnis. De tota manera, l'últim apòstol és molt pitjor que un malson: pot destruir l'Evangelion 02 i la seva pilot. Els responsables del NERV han de prendre una decisió molt difícil, que pot significar el sacrifici d'una de les seves millors armes. | |                        |                            |
| 23 | Les llàgrimes Namida (涙)                                                                                 | 6 de març de 1996      | 19 de maig de 1999         |
| La inestabilitat de l'Evangelion 01 cada vegada és més evident, i el fet que l'Asuka ja no tingui tanta confiança en si mateixa com abans, també. En Shinji la supera repetidament, no té ningú a qui pugui confiar els seus temors; i els records que sempre ha intentat ofegar comencen a perseguir-la en forma de somnis. De tota manera, l'últim apòstol és molt pitjor que un malson: pot destruir l'Evangelion 02 i la seva pilot. Els responsables del NERV han de prendre una decisió molt difícil, que pot significar el sacrifici d'una de les seves millors armes. | |                        |                            |
| 24 | L'últim missatger Saigo no shisha (最後のシ者)                                                            | 13 de març de 1996     | 26 de maig de 1999         |
| En Kaworu Nagisa és el cinquè infant i el pilot provisional de la Unitat 02. És enigmàtic però simpàtic. Es guanya la confiança d'en Shinji i deixa la Rei una mica desorientada amb les múltiples facetes de la seva personalitat. Però les aparences enganyen i, quan l'autèntica essència d'en Kaworu amenaça el mateix cor del NERV, en Shinji l'ha de perseguir per, finalment, arribar a un dilema en què es pot decidir el futur de tota la humanitat. | |                        |                            |
| 25 | La fi del món Owaru sekai (終わる世界)                                                                    | 20 de març de 1996     | 27 d'octubre de 2003       |
| Ja no queda ni un apòstol i en Shinji té el futur de la humanitat a les mans. El Tercer Impacte és una realitat i el pilot ha de fer un viatge, tot sol, fins al fons de la seva ment per descobrir qui és i què vol realment. Els altres pilots, els seus superiors i els seus amics seran objecte del seu examen, i la decisió que prengui pot dependre del que li diguin amb el cor. | |                        |                            |
| 26 | El centre del món clama l'amor Sekai no chūshin de "ai" o sakenda kemono (世界の中心でアイを叫んだけもの) | 27 de març de 1996     | 3 de novembre de 2003      |
| Des de percepcions de la realitat i dimensions diferents, en Shinji ha d'intentar valorar com viu la vida i decidir si vol continuar pel mateix camí o no. Finalment, decideix salvar el món de la destrucció, però la salvació o la condemna de la seva ànima dependran de si el torna a llançar a la foscor. | |                        |                            |

## Final Complementari
| # | Títol en català                                          | Data d'estrena al Japó | Data d'estrena a Catalunya |
| --- | -------------------------------------------------------- | ---------------------- | -------------------------- |
| 25' | Aire Ea (エア)                                           | 19 de juliol de 1997   | 18 de novembre de 2005     |
| Primera part de la pel·lícula Neon Genesis Evangelion: la fi, que representa un final alternatiu a la sèrie. Aquest episodi juntament amb el 26', complementen o reemplacen els episodis 25 i 26 de la sèrie original. |                                                          |                        |                            |
| 26' | De tot cor per tu Magokoro o, kimi ni (まごころを、君に) | 19 de juliol de 1997   | 18 de novembre de 2005     |
| Segona part de la pel·lícula Neon Genesis Evangelion: la fi, que representa un final alternatiu a la sèrie. Aquest episodi juntament amb el 25', complementen o reemplacen els episodis 25 i 26 de la sèrie original.  |                                                          |                        |                            |